# 草原鼬
草原鼬（學名Lyncodon patagonicus），也叫巴塔戈尼亞鼬，食肉目鼬科的一屬，生活在南美洲的潘帕斯草原上。
體長30-35釐米，尾長6-10釐米。體毛為混雜黑色和褐色的白色。耳小，腿短，尾多毛。